# سیارک ۴۶۵۲
سیارک ۴۶۵۲ (به انگلیسی: 4652 Iannini، نامگذاری:1975QO) چهار هزار و ششصد و پنجاه و دومین سیارک کشف شده‌است که در ۳۰ اوت ۱۹۷۵ کشف شد.
قدر مطلق سیارک برابر ۱۳٫۲۰ است.